# Christian Jebe
Christian Fredrik Jebe (Oslo, 23 de junho de 1876 — 30 de novembro de 1961) foi um velejador norueguês, campeão olímpico. Ele competiu nos Jogos Olímpicos de Verão de 1912 na classe 8 Metre e conquistou a medalha de ouro na disputa a bordo do Taifun com Thomas Aass, Andreas Brecke, Thoralf Glad e Torleiv Corneliussen.